# Cinema ull
El cinema ull és una teoria creada pel documentalista soviètic Dziga Vértov, fundador del noticiari Kinopravda ('Veritat cinematogràfica') en la dècada de 1920 que es van basar sobretot en el documentalista Dziga Vértov, fundador del noticiari Kino-Pravda (Cine-Veritat). L'anys 1919, Vertov i Elizaveta Svilova, amb altres joves cineastes, van crear el grup. El 1922 es va incorporar Mikhail Kaufman, qui va publicar diversos manifestos amb Vervov en revistes d'avantguarda que aclarien les posicions dels Kinoks.
El grup de joves cineastes va rebutjar el cinema "escenificat" amb les seves estrelles, trames i rodatge en estudi. Van insistir que el cinema evolucionaria cap al cinema de fet: els telenotícies que enregistraven la realitat. Vertov va defendre la prioritat de la càmera per davant de l'ull humà, afirmant que la lent de la càmera era una màquina que es podia perfeccionar infinitament per la comprensió del món a través de l'organització del caos visual en una imatge coherent. Així mateix, Vertov va aclarir que els principis dels Kinoks eren un mètode de desxiframent comunista del món, considerant que el marxisme era l'única eina objectiva d'analitzar la realitat.
L'obra més aclamada del grup es Man with a Movie Camera (1929), que glorificava el treball del cineasta, la realització de las pel·lícules i presentava als operadors com a herois populars. Per fer la pel·lícula, Vértov va utilitzar la càmera oculta i la il·luminació natural.

## Característiques
La finalitat dels Kinoks va ser aconseguir una objectivitat total en la captació de les imatges, fent-lo sense preparació prèvia. Per aquesta raó, es va rebutja el guió, la posada en escena i els actors professionals. Es va utilitzar el muntatge únicament per unificar els fragments extrets de la realitat.
Las bases dels Kinoks son una actitud filosòfica abans que una proposició tècnica que cerca captar els esdeveniments de la vida quotidiana utilitzant els mètodes més senzills per al rodatge.

## Altres pel·lícules dels Kinoks[4]
- Kinonedlja nr. 1 / 3 / 5 / 33 (1918-1919) - Dziga Vèrtov
- Kinopravda (1922-1924) - Dziga Vèrtov
- Sovietskie igrushki ("Juguetes soviéticos") (1924) - Dziga Vèrtov
- Velikii put' ("El gran camino") (1927) - Esfir Shub
- Strekoza i muravei ("La hormiga y cigarra") (1911) - Vladislav Starevic
- Kitai v ogne ("China en llamas") (1925) - Vladislav Starevic
- Samoedskii mal'chik ("Chico samoyedo") (1928) - Vladislav Starevic
- Katok ("Pista de hielo") (1927) - Nicolai Bartram
- Groznyi Vavila i tetka Arina ("Formidable Vavila y la pequeña tía Arina") (1928) - Nicolai Khodotaev
- Odna iz mnogikh ("Una de muchas") (1927) - Nicolai Khodotaev
- Budem zorki ("Estamos en alerta") (1927) - Nicolai Khodotaev

## Directors del cinema ull
- Dziga Vértov
- Esfir Shub
- Vladislav Starevic
- Nicolai Bartram
- Nicolai Khodotaev